# Essars
Essars és un municipi francès situat al departament del Pas de Calais i a la regió dels Alts de França. L'any 2007 tenia 1.645 habitants.

## Demografia

### Població
El 2007 la població de fet d'Essars era de 1.645 persones. Hi havia 631 famílies de les quals 124 eren unipersonals (36 homes vivint sols i 88 dones vivint soles), 217 parelles sense fills, 249 parelles amb fills i 41 famílies monoparentals amb fills.
La població ha evolucionat segons el següent gràfic:
Habitants censats

### Habitatges
El 2007 hi havia 657 habitatges, 638 eren l'habitatge principal de la família, 1 era una segona residència i 18 estaven desocupats. 642 eren cases i 13 eren apartaments. Dels 638 habitatges principals, 532 estaven ocupats pels seus propietaris, 95 estaven llogats i ocupats pels llogaters i 10 estaven cedits a títol gratuït; 5 tenien una cambra, 13 en tenien dues, 35 en tenien tres, 109 en tenien quatre i 475 en tenien cinc o més. 547 habitatges disposaven pel capbaix d'una plaça de pàrquing. A 280 habitatges hi havia un automòbil i a 297 n'hi havia dos o més.

### Piràmide de població
La piràmide de població per edats i sexe el 2009 era:
| Homes | Edats   | Dones |
| ----- | ------- | ----- |
| 0     | 95 o +  | 0     |
| 0     | 90 a 94 | 8     |
| 0     | 85 a 89 | 8     |
| 4     | 80 a 84 | 0     |
| 16    | 75 a 79 | 28    |
| 16    | 70 a 74 | 16    |
| 40    | 65 a 69 | 40    |
| 44    | 60 a 64 | 48    |
| 40    | 55 a 59 | 36    |
| 80    | 50 a 54 | 72    |
| 72    | 45 a 49 | 88    |
| 48    | 40 a 44 | 72    |
| 44    | 35 a 39 | 60    |
| 56    | 30 a 34 | 52    |
| 72    | 25 a 29 | 44    |
| 56    | 20 a 24 | 76    |
| 88    | 15 a 19 | 76    |
| 88    | 10 a 14 | 80    |
| 44    | 5 a 9   | 56    |
| 40    | 0 a 4   | 36    |

## Economia
El 2007 la població en edat de treballar era de 1.133 persones, 797 eren actives i 336 eren inactives. De les 797 persones actives 717 estaven ocupades (389 homes i 328 dones) i 79 estaven aturades (36 homes i 43 dones). De les 336 persones inactives 116 estaven jubilades, 94 estaven estudiant i 126 estaven classificades com a «altres inactius».

### Ingressos
El 2009 a Essars hi havia 645 unitats fiscals que integraven 1.665 persones, la mediana anual d'ingressos fiscals per persona era de 18.119 €.

### Activitats econòmiques
Dels 49 establiments que hi havia el 2007, 1 era d'una empresa alimentària, 1 d'una empresa de fabricació d'elements pel transport, 3 d'empreses de fabricació d'altres productes industrials, 9 d'empreses de construcció, 8 d'empreses de comerç i reparació d'automòbils, 5 d'empreses de transport, 3 d'empreses d'hostatgeria i restauració, 2 d'empreses financeres, 3 d'empreses immobiliàries, 3 d'empreses de serveis, 6 d'entitats de l'administració pública i 5 d'empreses classificades com a «altres activitats de serveis».
Dels 13 establiments de servei als particulars que hi havia el 2009, 1 era un paleta, 1 guixaire pintor, 3 fusteries, 2 lampisteries, 2 empreses de construcció, 2 perruqueries, 1 restaurant i 1 agència immobiliària.
Dels 3 establiments comercials que hi havia el 2009, 1 era un hipermercat, 1 una botiga de més de 120 m² i 1 una botiga de menys de 120 m².
L'any 2000 a Essars hi havia 4 explotacions agrícoles.

## Equipaments sanitaris i escolars
L'únic equipament sanitari que hi havia el 2009 era una farmàcia.
El 2009 hi havia una escola elemental.

## Poblacions més properes
El següent diagrama mostra les poblacions més properes.